# Міддлборо-Сентер (Массачусетс)
Міддлборо-Сентер (англ. Middleborough Center) — переписна місцевість (CDP) в США, в окрузі Плімут штату Массачусетс. Населення — 7921 особа (2020).

## Географія
Міддлборо-Сентер розташоване за координатами 41°53′39″ пн. ш. 70°55′32″ зх. д. / 41.89417° пн. ш. 70.92556° зх. д. (41.894223, -70.925689).  За даними Бюро перепису населення США в 2010 році переписна місцевість мала площу 10,43 км², з яких 10,17 км² — суходіл та 0,26 км² — водойми.

## Демографія
Згідно з переписом 2010 року, у переписній місцевості мешкало 7319 осіб у 2772 домогосподарствах у складі 1758 родин. Густота населення становила 702 особи/км².  Було 3004 помешкання (288/км²).
Расовий склад населення:
| - 93,4 % — білих - 1,8 % — чорних або афроамериканців - 1,5 % — азіатів - 0,4 % — корінних американців |

До двох чи більше рас належало 2,3 %. Частка іспаномовних становила 2,2 % від усіх жителів.
За віковим діапазоном населення розподілялося таким чином: 25,1 % — особи молодші 18 років, 62,7 % — особи у віці 18—64 років, 12,2 % — особи у віці 65 років та старші. Медіана віку мешканця становила 36,6 року. На 100 осіб жіночої статі у переписній місцевості припадало 94,4 чоловіків;  на 100 жінок у віці від 18 років та старших — 91,2 чоловіків також старших 18 років.
Середній дохід на одне домашнє господарство  становив 68 687 доларів США (медіана — 60 372), а середній дохід на одну сім'ю — 72 684 долари (медіана — 64 773). Медіана доходів становила 48 067 доларів для чоловіків та 42 172 долари для жінок. За межею бідності перебувало 16,8 % осіб, у тому числі 30,3 % дітей у віці до 18 років та 13,7 % осіб у віці 65 років та старших.
Цивільне працевлаштоване населення становило 3509 осіб. Основні галузі зайнятості: освіта, охорона здоров'я та соціальна допомога — 24,7 %, роздрібна торгівля — 17,7 %, фінанси, страхування та нерухомість — 8,3 %, публічна адміністрація — 7,1 %.